# Fiat 518 Ardita
La Fiat 518 aussi connue sous le nom de Ardita, était une automobile de haut de gamme fabriquée par Fiat Italie entre 1933 et 1938. 
Cette voiture, grande sœur de la Fiat 508 Balilla était proposée en deux versions : 
- 1750 équipée d'un moteur Fiat 118, 4 cylindres de 1758 cm³ développant 40 cv à 3600 tr/min,
- 2000 avec un moteur Fiat 118A de 1944 cm³ de 45 cv. Production : 7.452 exemplaires.

Une version avec un moteur Fiat 127, 6 cylindres de 2516 cm3 a été également fabriquée, elle porte le nom de Fiat 527. Elle sera fabriquée en 1.000 exemplaires.
D'autres versions ont aussi été fabriquées comme :
- Fiat 518 C, avec châssis court,
- Fiat 518 L, châssis long,
- Fiat 518 S, version sportive,
- Fiat 518 Coloniale, version militaire pour les colonies italiennes en Afrique.

Ce seront 8.794 exemplaires qui seront fabriqués en Italie. 
Ce modèle a aussi été fabriqué dans d'autres pays :
- France : sous le nom de Simca-Fiat 11cv entre 1934 et 1937. Les archives semblent concorder sur une production de 2.200 exemplaires.
- Pologne : Fiat Polski 518 entre 1937 et 1939 par PZInż dans son usine de Varsovie. Production inconnue.

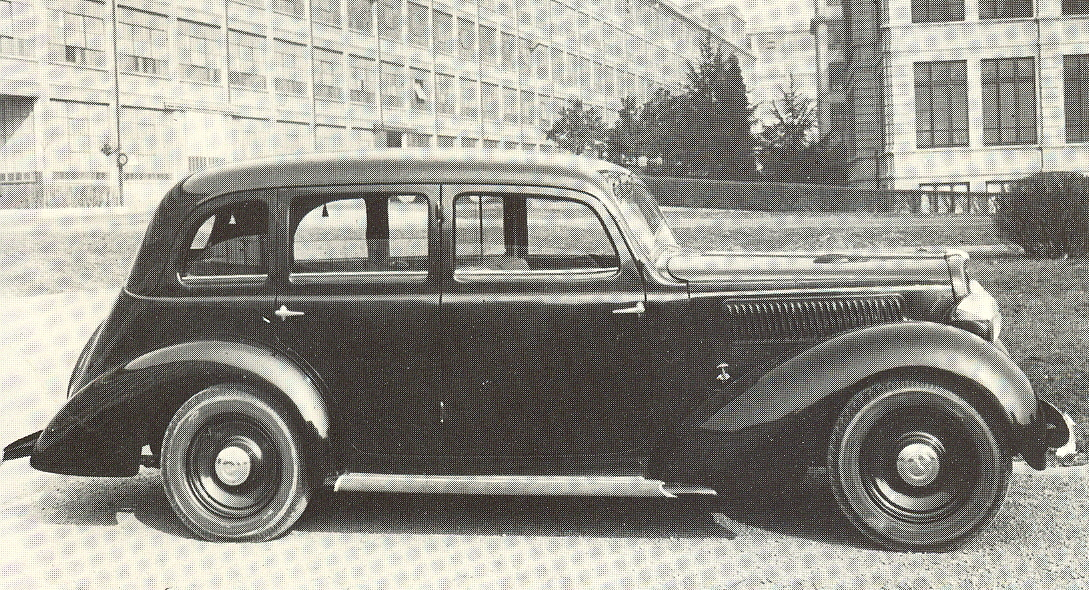
Fiat 518 L 2e série de 1933